# Juan Latino
Juan Latino (Baena, 1518 – Granada, 1596 o 1597) è stato un poeta, letterato e docente spagnolo, di espressione latina. È noto anche come Johannes Latinus, ma il suo vero nome era Juan de Sessa ed era figlio di schiavi neri. Fu il primo poeta e professore universitario di colore nella storia della letteratura occidentale.

## Biografía
Venne al mondo a Baena, nel seno di una famiglia di schiavi neri appartenenti a Luis Fernández de Córdoba, conte di Cabra e sua moglie Elvira, duchessa di Sessa. Taluni studiosi (fra cui lo stesso Juan Latino) ritengono che fosse invece nato in Africa. Dopo aver trascorso l'infanzia nella cittadina andalusa, si trasferì, in giovanissima età, insieme al figlio dei suoi padroni, l'amico Gonzalo, a Granada, dove ricevette un'educazione letteraria molto accurata. Suo maestro fu il celebre retore e grammatico Pedro de Mota. L'adolescente apprese alla perfezione il latino, il greco e la musica, imparando a suonare l'organo, l'arpa e altri strumenti. Si laureò in lingue classiche con il nome con cui ormai era conosciuto fra i condiscepoli e che avrebbe conservato per tutta la vita, quello di Juan Latino. 

Cattedrale di Granada

Liberatosi della propria condizione di schiavo perché affrancato da Gonzalo, che nel frattempo aveva ereditato da suo padre il titolo di conte di Cabra e da sua madre quello di duca di Sessa, si sposò con la figlia di uno degli amministratori della casa ducale, Ana Carlobal, fanciulla bianca e avvenente da cui ebbe quattro figli. Divenuto, alla fine degli anni quaranta del Cinquecento, insegnante di latino presso la scuola annessa alla cattedrale di Granada, si fece conoscere ed apprezzare per la vasta cultura e l'eccezionale capacità lavorativa. Protetto dall'arcivescovo Pedro Guerrero, gli venne assegnata, nel 1556, la cattedra di lingua latina presso l'Università della stessa città dove insegnò in modo continuativo per circa venti anni e, in forma più saltuaria, fino al 1594, anno in cui fu visto per l'ultima volta nelle aule dell'ateneo andaluso.
A Granada Juan Latino frequentò Pedro Hurtado de Mendoza e Gregorio Silvestre e mantenne stretti legami con il duca di Sessa fino alla morte dell'amico, sopravvenuta nel 1578 e che egli commemorò con versi accorati. Gli ultimi anni della propria esistenza furono rattristati dalla cecità che però non gli impedì di impartire ancora alcune lezioni all'università, aiutato da un discepolo, Melchor Novarro. Juan Latino si spense a Granada nel 1596 o nel 1597 all'età di quasi ottant'anni.

## Opera
Di Juan Latino vennero pubblicati, prima in latino, poi in castigliano, tre volumi di versi, due dei quali possono configurarsi come veri e propri poemi epici:
- Epigrami (Granada, 1573). È la sua prima e più nota opera, che si articola in tre parti perfettamente differenziate fra di loro: nella prima viene celebrata la nascita dell'infante Fernando, figlio di Filippo II, la seconda è un panegirico in onore di papa Pio V, mentre nella terza il poeta narra le gesta di Don Giovanni d'Austria, eroe di Lepanto. Quest'ultima parte, la più stimata dai posteri (fra cui il grande Marcelino Menéndez Pelayo), finirà con imporre il proprio titolo all'intera opera, universalmente conosciuta come Austriadis Carmen o Austriada
- De translatione corporum regalorum (Granada, 1576) poema incentarato sul traslado dei resti di alcuni re ispanici da Granada all'Escorial. Sono qui contenuti alcuni cenni autobiografici e ricordati i personaggi cui l'autore era legato da vincoli di riconoscenza ed amicizia, fra cui Gonzalo, duca di Sessa e Pedro Guerrero, arcivescovo di Granada
- Ad excellentissimum et invictissimum D. Gonzalo Fernandez de Corduba è un accorato omaggio all'amico Gonzalo, duca di Sessa, suo protector et amicus, scomparso cinque anni prima. In un latino semplice ma vigoroso, che lascia trasparire l'emozione per colui che fu per Juan quasi un fratello, il poeta di Baena rivive ricordi lontani, non dimenticando, nella parte finale dell'opera, di rievocare le glorie guerriere di Gonzalo in terre italiane.

Juan Latino è unanimemente considerato uno dei maggiori poeti di lingua latina nella Spagna del Cinquecento. La sua produzione poetica, seppur limitata, come abbiamo avuto modo di vedere, a un lasso di tempo relativamente breve (1573-1585), ebbe grande diffusione nel mondo ispanico, venendo tradotta e pubblicata in lingua castigliana quando l'autore era ancora in vita. Nella propria città di adozione, Granada, era divenuto così popolare, che i versi scritti per celebrare la nascita dell'infante Fernando vennero esposti in luoghi pubblici per essere letti e ammirati da tutta la cittadinanza. Suoi modelli furono i poeti latini classici, primo fra tutti Virgilio che egli considerò sempre modello irraggiungibile di stile.